# Cold Springs (Nevada)
Cold Springs è un census-designated place (CDP) degli Stati Uniti, situato nella Contea di Washoe nello stato del Nevada. Nel censimento del 2000 la popolazione era di 3.834 abitanti. Appartiene all'area metropolitana di Reno-Sparks.

## Geografia fisica
Secondo i rilevamenti dell'United States Census Bureau, la località di Cold Springs si estende su una superficie di 48,5 km², dei quali 44,3 km² sono occupati da terre, mentre 4,2 km² sono occupati dalle acque.

## Popolazione
Secondo il censimento del 2000, a Cold Springs vivevano 3.834 persone, ed erano presenti 1.038 gruppi familiari. La densità di popolazione era di 86,6 ab./km². Nel territorio comunale si trovavano 1.382 unità edificate. Per quanto riguarda la composizione etnica degli abitanti, il 92,64% era bianco, l'1,17% era afroamericano, l'1,15% era nativo, l'1,12% era asiatico e lo 0,10% proveniva dall'Oceano Pacifico. Lo 0,83% della popolazione apparteneva ad altre razze e il 2,97% a più di una. La popolazione di ogni razza ispanica corrispondeva al 4,36% degli abitanti.
Per quanto riguarda la suddivisione della popolazione in fasce d'età, il 31,3% era al di sotto dei 18, il 4,6% fra i 18 e i 24, il 34,3% fra i 25 e i 44, il 24,2% fra i 45 e i 64, mentre infine il 5,6% era al di sopra dei 65 anni di età. L'età media della popolazione era di 35 anni. Per ogni 100 donne residenti vivevano 104,4 maschi.